# 연정 (2000년)
연정(2000년 7월 23일~ 은 대한민국의 걸그룹 홀릭스의 멤버이다. 2016년 홀릭스 디지털 싱글 앨범 [U.lie/우리들 이야기]로 데뷔하였다.

## 경력
- 2015년 한국온실가스감축재활용협회 홍보대사

## 앨범
- 2016년 U.lie/우리들 이야기
- 2017년 Funky Dunky
- 2018년 홀릭스 싱글 3집(Hey Leader)
- 2019년 I am Ur Fan